# Bruderhof
Le Bruderhof est un mouvement communautaire international issu de l'anabaptisme, fondé en 1920 en Allemagne par Eberhard Arnold. Il est composé de familles et de célibataires qui essaient de mettre en pratique le commandement de Jésus d’aimer Dieu et le prochain. Tout comme les premiers chrétiens, le Bruderhof invite quiconque voudra s’engager à une mode de vie où tous sont d’un cœur et âme, personne ne possède quoi que ce soit, et tout est mis en commun.
Le Bruderhof vise à créer une nouvelle société où l’intérêt personnel cède le pas au bien commun. Les membres s’efforcent de surmonter l’isolement et la fragmentation qui gâchent la société actuelle en luttant contre leur cause : l’égoïsme. Certes,  l’idéalisme ne suffit pas. La foi en Dieu est la seule force sur laquelle puisse se bâtir la communauté.
La « bague ouverte » qui accueille les hôtes à la communauté  symbolise le cercle de croyants qui est ouvert à qui que ce soit. L’esprit de joie et d’amour est une exhortation à tendre la main à tous ceux qui œuvrent pour l’unité, la paix et la justice sociale.

## Histoire

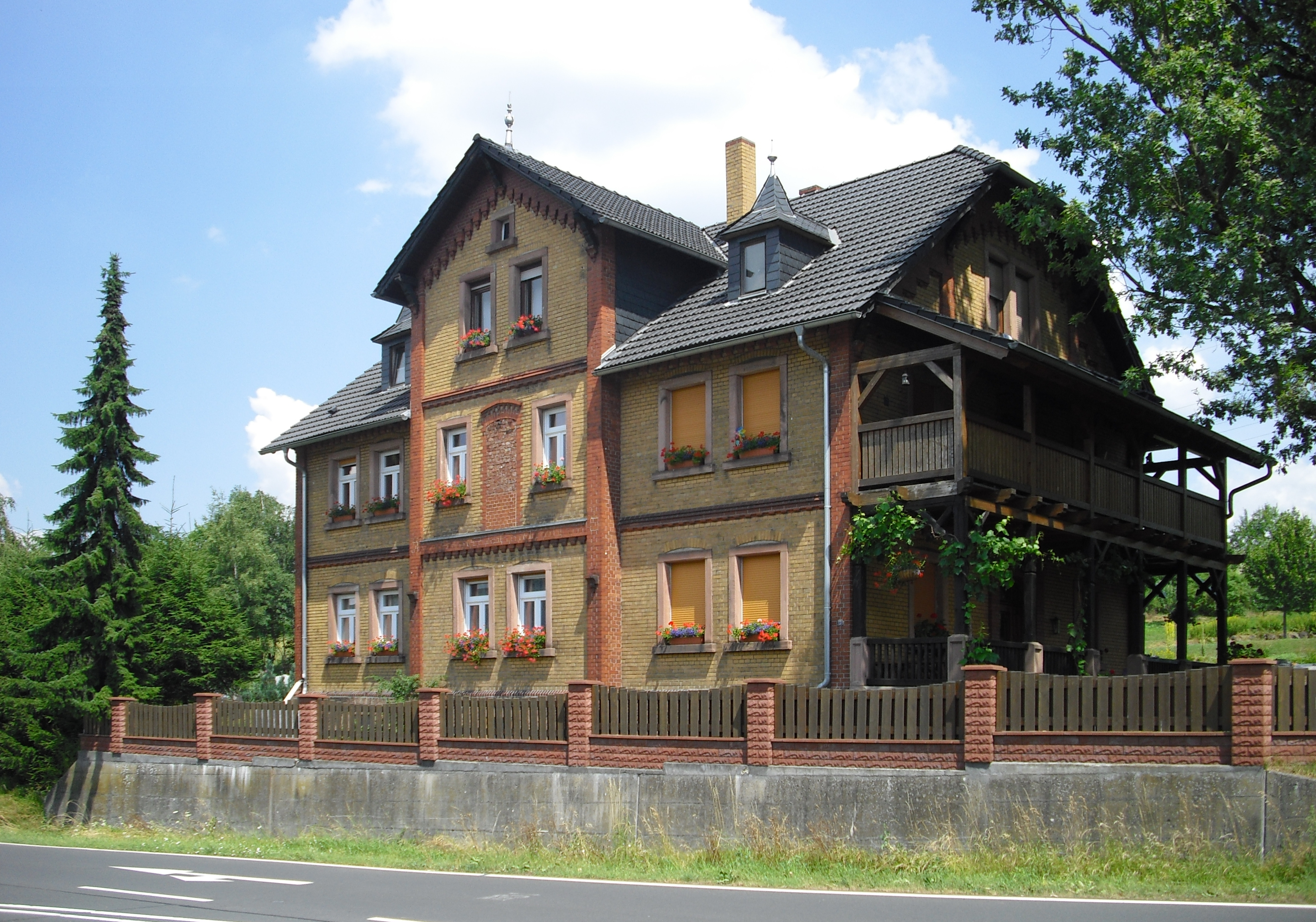
Maison principale de la communauté de Sannerz (photographie de Gregor Helms en 2010).

Ce mouvement débuta en Allemagne en 1920, fondé par Eberhard Arnold et son épouse Emmy, née von Hollander, à Sannerz en Hesse, inspiré par le Jugendbewegung et en plus basé sur la mise en pratique quotidienne de l'Évangile de Jésus. En 1937, les autorités nationales-socialistes incarcérèrent plusieurs membres et donnèrent aux autres membres quarante-huit heures pour quitter l’Allemagne.
La communauté immigra en Angleterre et établit une ferme aux Cotswolds. Lorsque la guerre éclata, le sentiment anti-allemand de la population locale força la plus grande partie de la communauté 
à  émigrer au  Paraguay, où elle demeura pendant vingt ans. Ceux qui restèrent en Angleterre déménagèrent dans une ferme du Shropshire, et par la suite ouvrirent aussi une filiale dans le Buckinghamshire.
La communauté de Darvell fut fondée dans le East Sussex en 1971, suivie par celle de Beech Grove dans le Kent en 1995 and plus récemment à Woodgate, quartier du East London. Il y a aussi des communautés sœurs aux États-Unis, en Allemagne, en Australie et au Paraguay.

## La vie en communauté
Une vie de travail et d’adoration en commun, ainsi que les repas en commun donnent maintes occasions de mettre en pratique la foi des membres. Tous ont quelque chose à contribuer, quelles que soient leurs compétences. Les membres font des vœux  d’obéissance et de pauvreté à vie, rendant toute propriété personnelle et tous biens.
Darvell et Beech Grove s’apparentent chacun à un village autonome de 200 à 300 personnes. Les enfants fréquentent l’école indépendante sur le terrain même de la communauté, et les adultes travaillent dans des départements communs tels que la buanderie, la cuisine ou le potager, ou bien dans une des activités commerciales génératrice de revenu.
Les personnes âgées et les personnes handicapées reçoivent leur soin au sein de la communauté ; elles participent autant que possible aux activités quotidiennes et au travail commun.

## Famille et éducation
Les membres croient que la famille est la base d’une société saine ; ils voient le mariage comme un engagement sacré entre un homme et une femme pour la vie. Les parents ont la responsabilité  principale d’élever leurs enfants, avec le soutien de la communauté et l’école.
Les enfants sont élevés de façon à engendrer des citoyens responsables qui contribueront véritablement à la société. L'adhésion à la communauté n’est pas un droit de naissance. Les jeunes adultes sont encouragés à acquérir de l’expérience ailleurs et à chercher la volonté de Dieu dans leurs vies.
Darvell et Beech Grove ont des écoles autonomes. Le programme d’études s'appuie sur l'effort au travail, l’honnêteté et la compassion, aussi bien que sur la lecture, l’écriture, l’arithmétique et un fort lien pratique avec le monde naturel.

## Travail
Tout aspect de la vie quotidienne est une proclamation de la foi, et le travail ne fait pas d’exception. Étant une expression de l’engagement de se servir l’un l’autre dans l’amour, le travail permet à chaque individu de contribuer au maintien et à la subsistance  de la communauté et sa mission.
Le département principal de travail — et première source de revenus — est Community Playthings, une gamme de meubles et d’équipements de jeux éducatifs qui sont vendus aux crèches et aux jardins d’enfants au Royaume-Uni et dans divers pays d'Europe.
Personne ne reçoit quelque salaire que ce soit, qu’il s’agisse de plombier, cuisinière, ingénieur, médecin ou enseignant. Les membres ne poursuivent non plus ni carrières ni activités visant l’épanouissement personnel.

## Mission
Les membres partagent un vif intérêt aux actualités nationales et mondiales, et contribuent à la communauté locale au sens large. Ils entreprennent aussi des missions diverses, notamment un ministère de visiteurs de prison et des actions bénévoles à l’intention d’autres organisations telles que les hospices, les maisons de retraite et les centres de la petite enfance.
La porte du Bruderhof est ouverte à qui que ce soit qui veuille participer à la vie en communauté. Chaque année des centaines de visiteurs arrivent de tous les coins du monde. En outre, ils organisent des événements ouverts au public — fêtes de la moisson et soirées de chant des  cantiques de Noël.

## Plough Publishing House
Depuis des décennies, les communautés publient des livres et des revues sous leur propre marque — The Plough Publishing House (Editions Charrue). Les titres comprennent des classiques spirituels, des livres d’inspiration et des livres sur maintes questions contemporaines, telles que le mariage, l’éducation des enfants, le pardon et la mort. La plupart des livres ont été traduits dans d’autres langues. Tous peuvent être téléchargés gratuitement du site web qui offre en plus des articles de fond sur des problèmes d’actualité et des questions de foi.